# Совєтське (Первомайський район)
Совє́тське (рос. Советское) — село у складі Первомайського району Оренбурзької області, Росія.

## Населення
Населення — 804 особи (2010; 938 у 2002).
Національний склад (станом на 2002 рік):
- росіяни — 81 %